# Kalkholmsfjärden
Kalkholmsfjärden (finska: Kalkkisaarenselkä) är en fjärd i Finland. Den ligger i landskapet Nyland, i den södra delen av landet, 16 km öster om huvudstaden Helsingfors.